# فیلیپ مایکل توماس
فیلیپ مایکل توماس (انگلیسی: Philip Michael Thomas؛ زادهٔ ۲۶ مهٔ ۱۹۴۹) یک خواننده، و هنرپیشه اهل ایالات متحده آمریکا است.